# Silvio Crespi
Silvio Benigno Crespi (Milán; 24 de septiembre de 1868-Cadorago; 15 de enero de 1944) fue un empresario, inventor y político italiano.

## Biografía
Primogénito de Cristoforo Benigno Crespi y de Pia Travelli, colaboró y luego sucedió a su padre en las riendas de la algodonera de Crespi d'Adda que amplió junto con el pueblo obrero.
Se graduó de sólo veintiún años en jurisprudencia, se fue a Francia, Alemania e Inglaterra para seguir el desarrollo de la industria del algodón: también trabajó en Oldham, en la Platt Brothers, una famosa compañía fabricante de maquinaria para la industria textil. En 1889 ingresó en la empresa de su padre y asumió la oficina de contabilidad, y luego, en 1906, se mantuvo sólo en la dirección.
Su persona tenaz e incansable, le llevó más tarde a tomar el cargo de un número de actividades y asumir una variedad de posiciones en el campo industrial, político y financiero. Publicó un estudio sobre medios para la prevención de lesiones, fue el primer presidente de la Asociación de Industriales de Algodón, y un miembro del Consejo Superior de Industria y Comercio. Fue presidente de la Banca Commerciale Italiana y del Automóvil Club de Milán, promoviendo, junto con Piero Puricelli, la construcción del Autodromo Nazionale di Monza (1922) y la Autovía de Milano-Laghi (1925).
Fue diputado y senador (1920) en las filas de los católicos liberales y lleva a cabo una intensa actividad en el parlamento en favor de la industria y el comercio, abordando los problemas relacionados con las condiciones de trabajo de los trabajadores: abolición del trabajo nocturno en las fábricas, el derecho al día de descanso semanal, la reducción de horas de trabajo y la protección del trabajo infantil. Fue nombrado subsecretario de suministros durante la Primera Guerra Mundial, y resucitó los servicios del ministerio, fue ministro de Compras y Consumo de Alimentos en el Gobierno de Orlando (desde el 22 de mayo de 1918 a 18 de junio de 1919). Fue ministro plenipotenciario en el final de la guerra: él firmó la paz de Versalles en 1919 como el representante del estado italiano.
Se casó con Teresa Ghiglieri, con quien tuvo siete hijos.
No olvidar sus numerosas patentes e invenciones, incluyendo un marco circular.
En el segundo Congreso Mundial de Transporte celebrado en Roma en 1928, Silvio Crespi propuso la utilización de contenedores en luna cooperación —no competencia— entre los sistemas de transporte por carretera y ferroviario bajo los auspicios de un organismo internacional, así como ya había sucedido con Sleeping Car Company para el transporte internacional de pasajeros en coches cama; después del Congreso, el entonces presidente de la Cámara de Comercio Internacional, Alberto Pirelli, invitó a las organizaciones a formar un comité internacional para encontrar el mejor sistema de contenedores para este propósito.

## Honores
- Gran Oficial de la Orden de los Santos Mauricio y Lázaro ( Italia).
- Gran Oficial de la Orden de la Corona de Italia ( Italia).